# Golf in China

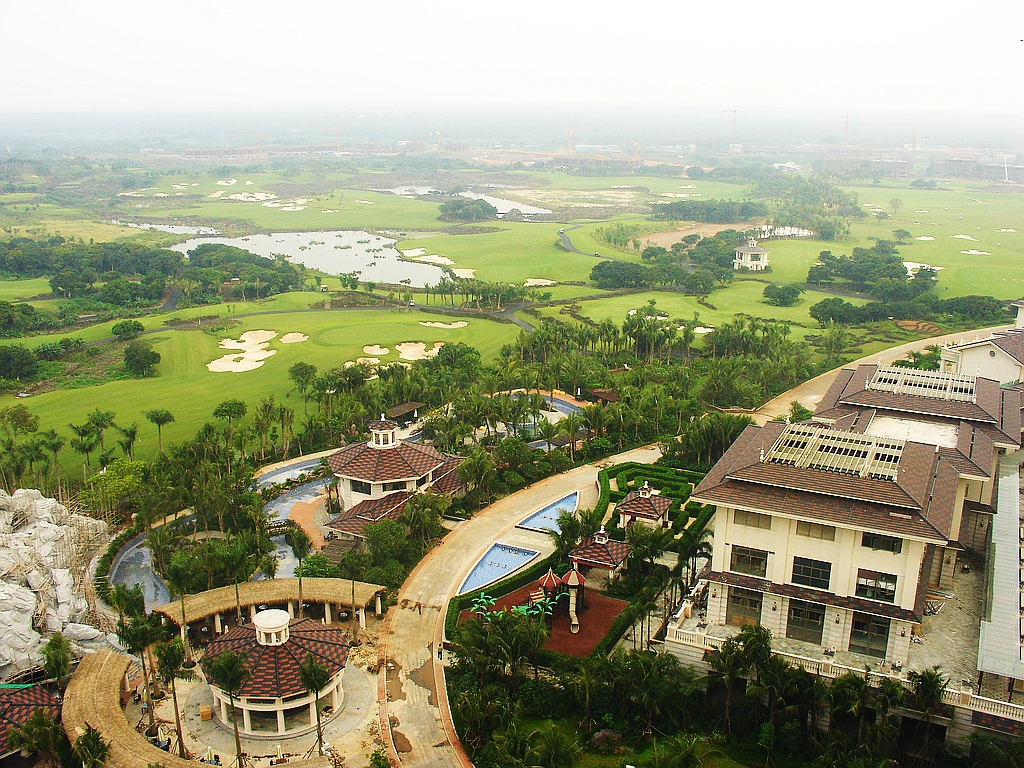
Mission Hills

De golfsport krijgt in China steeds meer aandacht. Vijfentwintig jaar geleden had China nog geen behoorlijke golfbaan, in 2004 waren er 170 banen en nu heeft het land ruim 600 banen.

## Golfbanen
Bij Shenzhen ligt onder meer het grootste golfcomplex ter wereld, de Mission Hills Golf Club, waar de twaalf 18 holesgolfbanen werden vernoemd naar  de bekendste spelers van de wereld. Hier wordt de World Cup of Golf gespeeld en in 2009 de eerste editie van het Asian Amateur Championship.
Bij Shanghai ligt o.m. de Lake Malaren Golf Club waar de Shanghai Masters gespeeld worden.
Bij Beijing zijn een 20-tal golfclubs w.o. de Binhai Lake Golf Club (2010)
Bij Guangzhou, de derde stad van de volksrepubliek, ligt de Dragon Lake Golf Club resort met 54 holes. Hier wordt in 2013 en 2014 de Royal Trophy gespeeld.

## Golftoernooien
| Van  | Tot   | Toernooi                   | Baan                                                                      | Info                                    |
| ---- | ----- | -------------------------- | ------------------------------------------------------------------------- | --------------------------------------- |
| 2001 | 2008  | BMW Asian Open             | Ta Shee G&CC Tomson Shanghai Pudong GC                                    | 2001-2003 2004-2008                     |
| 2002 | 2007  | TCL Classic                | Yalong Bay Golf Club, Hainan                                              | niet gespeeld in 2003 en 2004           |
| 2004 | 2006  | Volkswagen Masters-China   |                                                                           |                                         |
| 2005 | heden | WGC - HSBC Champions       | Sheshan Golf Club in Shanghai Mission Hills Sheshan Golf Club in Shanghai | 2005-2011 2012 2013                     |
| 2007 | 2012  | World Cup of Golf          | Mission Hills                                                             | voor 2007 in andere landen              |
| 2007 | 2008  | Beijing Open               | Pine Valley Golf Club in Beijing                                          |                                         |
| 2008 |       | Grand China Air LPGA       | Haikou West Golf Club, Haikou                                             | eerste LPGA toernooi in China, eenmalig |
| 2007 | 2010  | Midea China Classic        | Royal Orchid International Golf Club in Guangzhou                         |                                         |
| 2008 | 2010  | Luxehills Chengdu Open     |                                                                           | in 2010 OneAsia Tour                    |
| 2008 |       | Qingdao Golf Open          | Hainan                                                                    | eenmalig                                |
| 2008 | heden | Suzhou Taihu Ladies Open   | Suzhou Taihu International Golf Club in Shanghai                          |                                         |
| 2009 | heden | Asian Amateur Championship |                                                                           | op wisselende banen                     |
| 2010 |       | Mission Hills Star Trophy  | Hainan                                                                    | eenmalig                                |
| 2011 | heden | Shanghai Masters           | Lake Malaren Golf Club te Shanghai                                        |                                         |
| 2013 |       | Foshan Open                |                                                                           | eerste editie                           |

## Golfers
Naar schatting spelen 358.000 Chinezen regelmatig golf. Dit zijn vooral mensen met een goede baan, want voor de gemiddelde Chinees is het een dure sport. Er komen wel veel golftoeristen naar China, omdat de greenfees goedkoper zijn dan in de omliggende landen.
Er wordt veel geïnvesteerd in de jeugd. Bij ieder groot toernooi worden gratis golflessen gegeven, veel scholen geven golflessen en ouders laten hun (meestal enige) kind urenlang oefenen en hopen dat hun zoontje de volgende Tiger Woods wordt.

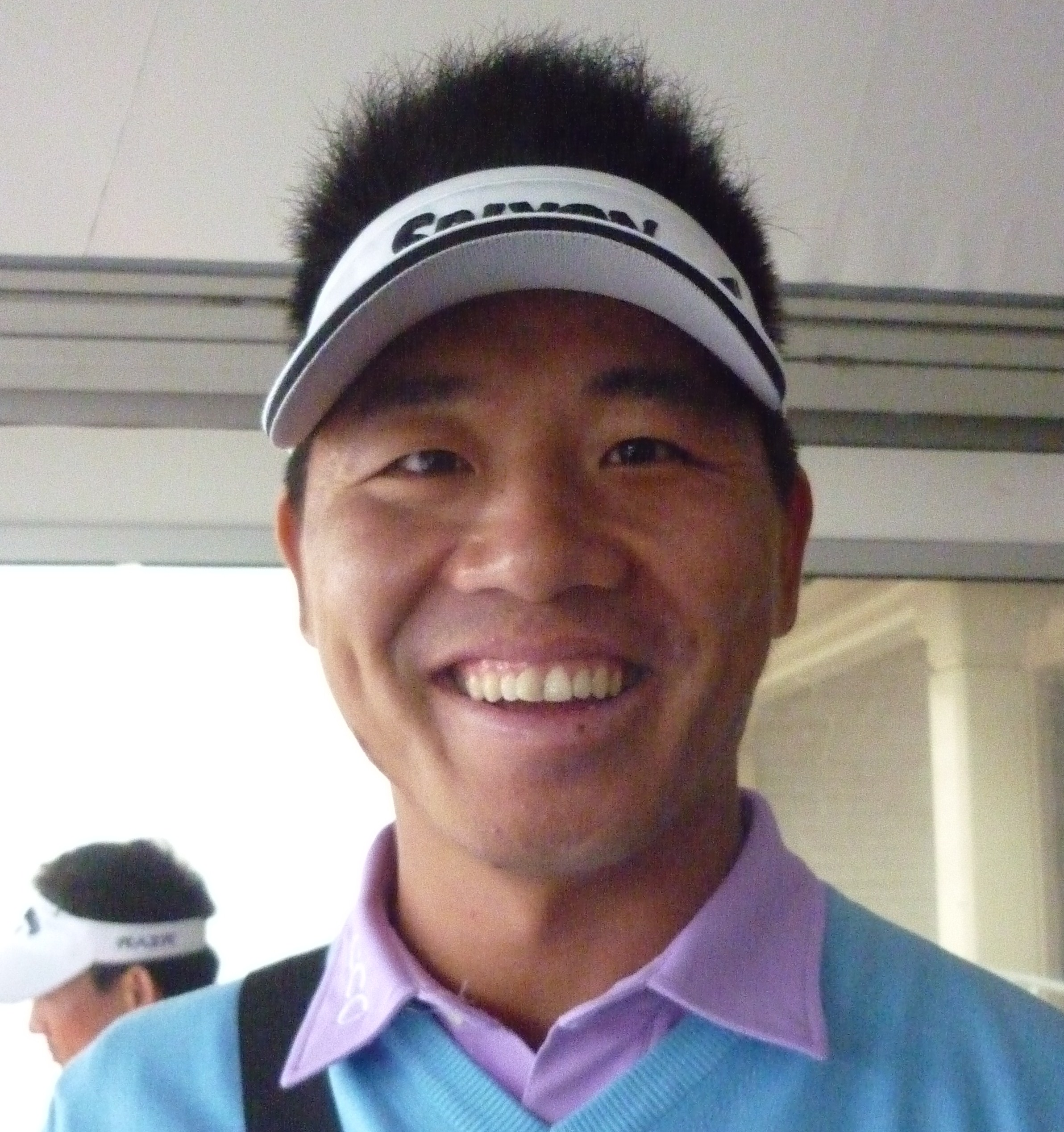
Ashun Wu in 2013

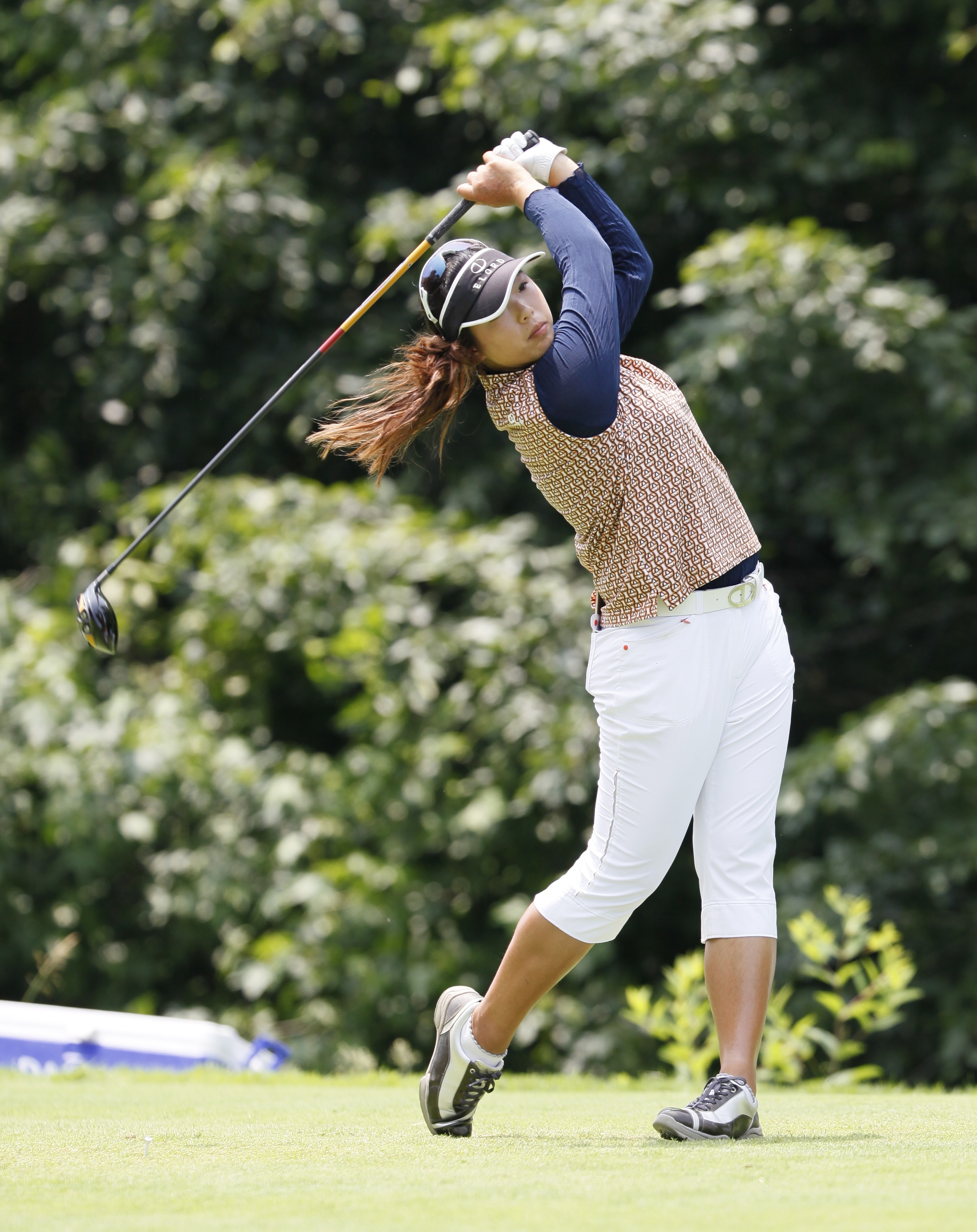
Shanshan Feng

Chinese professionals beginnen hun carrière in eigen land. Daarna zullen ze proberen zich te kwalificeren voor de Aziatische PGA Tour, de Europese PGA Tour en de Amerikaanse PGA Tour. Bekende Chinese golfers zijn:
| - Shan Shan Feng - Tianlang Guan - Jason Hak - Mu Hu - Wen-yi Huang | - Hao-tong Li - Wen-chong Liang - Chi-huang Tsai - Ashun Wu - Wocheng Ye | - Tian Yuan - Ze-cheng Dou - Andy Zhang - Lian-wei Zhang - Xin-jun Zhang |